# Round Lake (Minnesota)
Round Lake is een plaats (city) in de Amerikaanse staat Minnesota, en valt bestuurlijk gezien onder Nobles County.

## Demografie
Bij de volkstelling in 2000 werd het aantal inwoners vastgesteld op 424.
In 2006 is het aantal inwoners door het United States Census Bureau geschat op 406, een daling van 18 (-4,2%).

## Geografie
Volgens het United States Census Bureau beslaat de plaats een oppervlakte van
2,7 km², geheel bestaande uit land. Round Lake ligt op ongeveer 474 m boven zeeniveau.

## Plaatsen in de nabije omgeving
De onderstaande figuur toont nabijgelegen plaatsen in een straal van 20 km rond Round Lake.